# František Pustka
František Pustka ist ein ehemaliger tschechoslowakischer Skispringer.
Pustka bestritt am 23. Februar 1985 beim Skifliegen in Harrachov seinen einzigen Wettkampf im Skisprung-Weltcup. Dabei erreichte er mit Platz sechs insgesamt zehn Weltcup-Punkte. Damit stand er am Ende der Saison 1984/85 gemeinsam mit Ron Richards und Wolfgang Steiert auf dem 46. Platz in der Weltcup-Gesamtwertung. Nach der Saison beendete er seine aktive Skisprungkarriere.